# 前434年
| 千纪： | 前1千纪 |
| 世纪： | 前6世纪 \| 前5世纪 \| 前4世纪 |
| 年代： | 前460年代 \| 前450年代 \| 前440年代 \| 前430年代 \| 前420年代 \| 前410年代 \| 前400年代                                                                           |
| 年份： | 前439年 \| 前438年 \| 前437年 \| 前436年 \| 前435年 \| 前434年 \| 前433年 \| 前432年 \| 前431年 \| 前430年 \| 前429年                                             |
| 纪年： | 周考王七年 魯元公三年 齊宣公二十二年 晋哀公十八年 趙襄子四十二年 秦躁公九年 楚惠王五十五年 宋昭公三十五年 衛敬公三十一年 鄭共公二十一年 燕閔公五年 越王朱勾十四年 |

## 大事記
- 晋哀公（《竹书纪年》作晋敬公）去世，他的儿子晋幽公即位，晋国的韩赵魏三家大夫已经实质成为国家，晋国仅剩下绛城和曲沃。
- 在伯里克利的领导下，雅典出台了“梅加里亚法令”
- 在监狱中，阿那克萨哥拉试图用直尺和圆规来化圓為方。

## 逝世
- 晋哀公（前452年—前434年在位，《史记》作前456年—前438年在位）